# 李象九

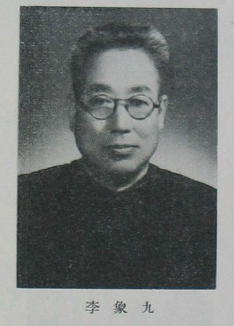
李象九近照

李象九（1897年—1954年），陕西白水人，中华人民共和国政治人物。
1927年10月曾与李子洲等人领导清涧起义。后担任全国工商业联合会副主任委员，陕西省、西安市人民政府委员、西北军政委员会政法委员会委员。1954年，当选第一届全国人民代表大会代表。